# Orenbourg
Orenbourg (en russe : Оренбург) est une ville de Russie et la capitale administrative de l'oblast d'Orenbourg. Sa population s'élevait à 572 188 habitants en 2020.

## Géographie
Orenbourg est située sur le fleuve Oural, à 371 km au sud-est de Samara et à 1 232 km au sud-est de Moscou.

## Histoire
L'Empire russe entama les plans de construction d'une ville forteresse à la frontière est du pays, dans la région de l'Oural du sud, du nom d’Orenburg en 1734. Les colons fondèrent originellement une colonie en 1735 au confluent du fleuve Oural et de la rivière Or. Le nom de la ville signifiait « forteresse près de l'Or », composé avec le mot allemand Burg, « forteresse ». Cette colonie prit en 1739 le nom d'Orsk. Une tentative fut faite de fonder un autre Orenbourg à un endroit nommé Krasnaïa Gorka (en russe « la colline rouge ») en 1741, mais elle échoua. Une troisième Orenbourg fut établie avec succès à son emplacement actuel, environ 250 km en aval d'Orsk en longeant l'Oural, en 1743. D'abord c'était une simple forteresse entourée d'un grand rempart de 5 km de longueur et de 3,5 m de hauteur. Le premier faubourg appelé Vorstadt (en allemand) était peuplé par les Cosaques transférés dans cette région du sud de l'Empire russe. La ville n'était pas bien aménagée, seule la Vodianaïa était pavée. 
Cette Orenbourg servit d'avant-poste militaire à la frontière avec les nomades kazakhs. Elle devint le chef-lieu des Cosaques d'Orenbourg et un endroit de relégation pour les intellectuels progressistes du pays dès le XVIIIe siècle. La population musulmane y reste historiquement forte : ainsi en 1745 le notable tatar (abyz) de Kazan Seit, fatigué des restrictions économiques et religieuses, s’installe en 1745 à Orenbourg, avec les autorisations officielles. Sa colonie, appelée Kargala, permet aux Tatars de renouveler les échanges économiques et culturels avec Boukhara, Khiva, Kachgar et les autres terres turcophones, et devient un des centres de l'islam les plus éclairés dans la région.
En 1773, le gouvernement d'Orenbourg devint le centre de l'insurrection paysanne menée par Pougatchev, populaire notamment auprès des populations musulmanes.
Après l'incorporation de l'Asie centrale dans l'Empire russe, Orenbourg devint une station marchande et un nœud ferroviaire important sur la route des nouvelles possessions d'Asie centrale et de Sibérie. Orenbourg est alors la capitale du gouvernement d'Orenbourg et le centre administratif de l’oblast de Tourgaï.
Orenbourg fit office de capitale de la République soviétique socialiste autonome kirghize de 1920 à 1925. Quand cette république devint la République soviétique socialiste autonome kazakhe en 1925, Orenbourg rejoignit la Russie à proprement parler et Alma-Ata (aujourd'hui Almaty) devint la nouvelle capitale. Bien que la république devint la RSS du Kazakhstan en 1936, Orenbourg demeura une ville russe.
De 1938 à 1957, la ville porta le nom de Tchkalov (Чкалов), du nom du pilote d'essai Valeri Tchkalov bien qu'il n'ait jamais visité Orenbourg. Sa sculpture en bronze de 6 mètres de hauteur se trouve sur le quai de l'Oural aujourd'hui.
Après l'invasion allemande de l'Union soviétique, un certain nombre d'usines furent évacuées à Orenbourg, ce qui contribua au développement économique de la ville.

## Politique et administration

### Administration municipale
Le chef du pouvoir exécutif de la ville et le maire est Iouri Michtcheriakov élu par les habitants en 2000 pour la première fois.
Le pouvoir législatif est lui exercé par le conseil municipal d'Orenbourg, le président du conseil est Andreï Anatolievitch Chevtchenko.

### Organisation administrative
Orenbourg est divisé en deux circonscriptions territoriales : du nord et du sud, chacune d'elles comprenant deux arrondissements.

## Population et société

### Démographie
Recensements (*) ou estimations de la population
| 1811  | 1840   | 1856   | 1863   | 1897*  | 1914    |
| ----- | ------ | ------ | ------ | ------ | ------- |
| 5 400 | 14 600 | 13 700 | 27 600 | 72 425 | 100 100 |

| 1923    | 1926*   | 1939*   | 1959*   | 1970*   | 1979*   |
| ------- | ------- | ------- | ------- | ------- | ------- |
| 105 900 | 121 975 | 171 726 | 267 317 | 344 266 | 458 747 |

| 1989*   | 2002*   | 2010*   | 2014    | 2015    | 2016    |
| ------- | ------- | ------- | ------- | ------- | ------- |
| 546 501 | 549 361 | 548 331 | 560 046 | 561 279 | 562 569 |

| 2017    | 2018    | 2019    | 2020    | - | - |
| ------- | ------- | ------- | ------- | - | - |
| 564 443 | 564 773 | 565 341 | 572 188 | - | - |

### Enseignement

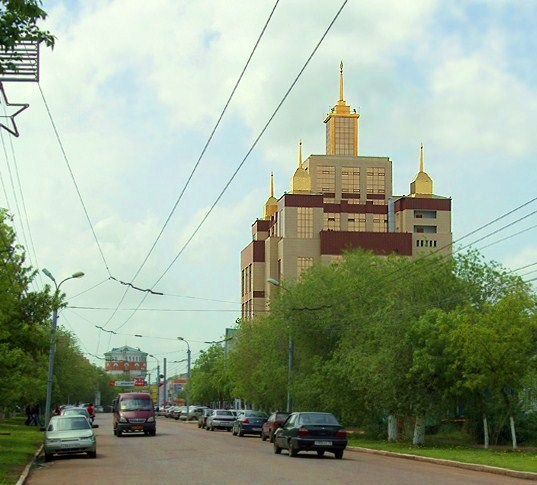
L'université nationale d'Orenbourg.

- Nombreux lycées dont le lycée no 1 d’Orenbourg, spécialisé dans le français
- Université nationale d'Orenbourg
- Université pédagogique nationale d'Orenbourg
- Université agraire nationale d'Orenbourg
- Académie nationale de médecine d'Orenbourg
- Institut d'Orenbourg de l'Académie de droit de Moscou O.I.Koutafine
- Institut national de management d'Orenbourg
- Filiale de l'université internationale technologique
- Filiale d'Orenbourg de l'université de commerce et d'économie de Russie

### Sports
Depuis 2007 les amateurs du sport d'Orenbourg prennent part en deux compétitions de Russie, "La piste de Russie" et "Le cross des nations".
- FK Orenbourg (football)
- TTC Gazprom Orenbourg (tennis de table)
- HK Lokomotiv Orenbourg (hockey russe)
- BC Nadejda Orenbourg (basket-ball féminin)

## Économie

### Industrie
À Orenbourg les industries clefs sont celles d'extraction et de transformation du gaz, de constructions mécaniques, d'usinage des métaux. Les entreprises de l'industrie chimique, légère et de l'alimentation sont aussi développées.
- Usine de transformation de gaz d'Orenbourg
- Usine d'hélium d'Orenbourg
- Usine de réparation des locomotives d'Orenbourg
- Usine des tubes polymériques
- Société anonyme ouverte "Groupement de production "Strela"
- Société anonyme ouverte "Guydropress"
- Société anonyme ouverte "Énergie d'Orenbourg"
- Société anonyme ouverte "Invertor"
- Société anonyme ouverte "Usine pétrolier et d'huile"
- Fabrique Société anonyme ouverte "Orenchâle"
- Société à responsabilité limitée "Orenbourg-Vodocanal"

### Transports
Orenbourg est un grand nœud ferroviaire dont les stations forment Le Chemin de fer de l'Oural du Sud.
Orenbourg dispose d'un aéroport international, l'Aéroport Tsentralni, principalement desservi par la compagnie aérienne Orenburg Airlines, et d'un aérodrome militaire Orenbourg-Ioujni.

### Spécialité artisanale
Les châles de poil ou de duvet de chèvre angora, au motif d'une grande finesse, sont la spécialité locale. Il en existe de deux sortes : denses (généralement gris) et très chauds, ou plus légers, en duvet ajouré, appelé « toile d'araignée » (паутинка en russe), réputés pour passer malgré leur taille à travers une bague. Le compositeur Grigori Ponomarenko et le poète Victor Bokov ont glorifié ce chef-d'œuvre du talent des tricoteuses dans leur chanson "Un châle d'Orenbourg".

## Culture locale et patrimoine

### Architecture
L'architecture d'Orenbourg subit l'influence de la culture asiatique et de la culture européenne. Au XIXe siècle, les riches bourgeois d'Orenbourg construisirent des maisons particulières monumentales en pierre. Certains bâtiments subsistent de nos jours, comme l'ancienne Assemblée de la noblesse (aujourd'hui "Maison des professeurs") et l'ancienne maison d'un riche marchand de la ville (aujourd'hui "Musée ethnographique"). Le caravansérail est un chef-d'œuvre de l'architecture du XIXe siècle érigé d'après le projet du célèbre architecte A.P.Brioullov.

### Théâtres et salles de concert

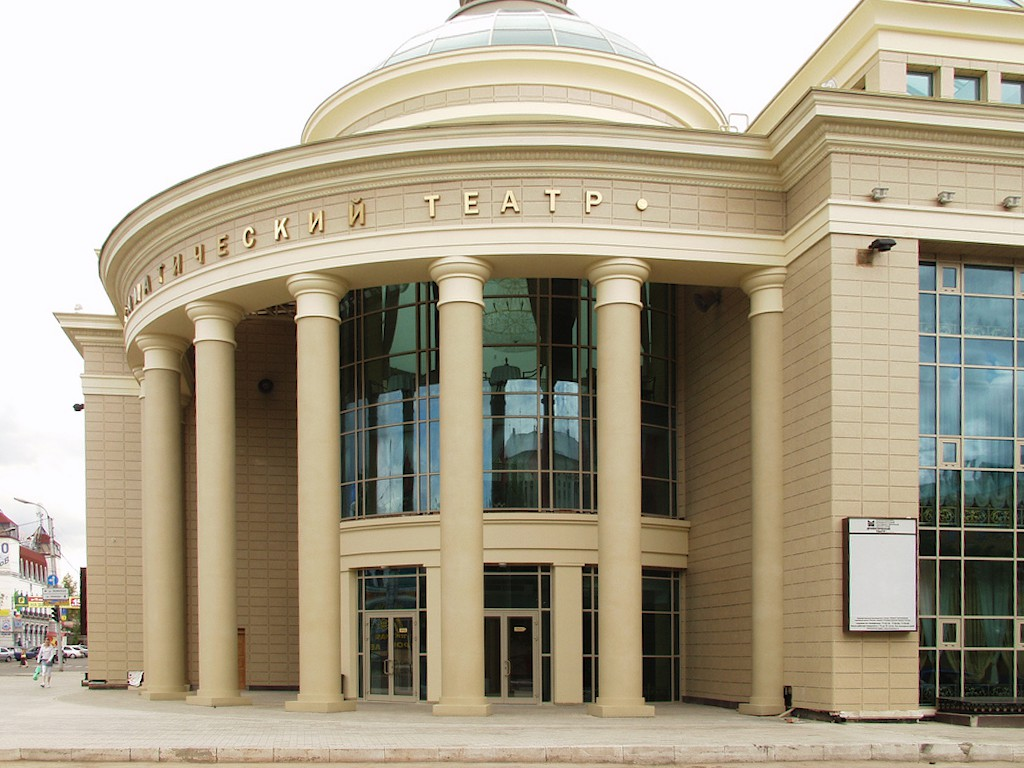
Le théâtre dramatique d'Orenbourg.

- Théâtre national dramatique d'Orenbourg Maxime Gorki, dont la troupe a été fondée en 1869
- Théâtre municipal Pierrot de marionnettes, fondé en 1991
- Théâtre national de marionnettes de l'oblast d'Orenbourg, fondé en 1935
- Théâtre national dramatique et de comédie musicale de l'oblast d'Orenbourg, fondé en 1935
- Théâtre national dramatique tatar Mirkhaïdar Faïza
- Orchestre philharmonique d'Orenbourg

### Personnalités
Sont nés à Orenbourg :
- Evgraf Fedorov (1853-1919), mathématicien, cristallographe et minéralogiste russe.
- Gueorgui Malenkov (1902–1988), homme politique soviétique.
- Saint Alexandre Schmorell (1917-1943), néo-martyr et saint orthodoxe.
- Chamil Abrachitov (1921-1944), aviateur soviétique, Héros de l'Union soviétique.
- Vladimir Karpov (1922-2010), écrivain soviétique, Héros de l'Union soviétique.
- Denis Istomin (1986–), joueur de tennis ouzbek.
- Veniamin Mandrykin (1981-2023), joueur de football russe.
- Glafira Ziegelmann (1871-1935), première femme interne de Montpellier et première femme admissible à l'agrégation de médecine.
- Evgueni Loukine (1950-), écrivain russe ;
- Irina Makarova (1950-), artiste peintre.
- Valéry Gazoukine (1951-), artiste peintre.

Ont vécu à Orenbourg :
- Youri Gagarine, le premier cosmonaute, Héros de l'Union soviétique, fit ses études à l'École d'aviation d'Orenbourg.
- Guennadi Glakhteev (1939-), artiste peintre.
- Joseph Kessel (1898-1979), écrivain français, y passa une partie de son enfance.
- Alexandre Ovtchinnikov (1929-2016), artiste peintre.
- Mstislav Rostropovitch (1927-2007), violoncelliste, y vécut avec sa famille.
- Farkhat Sabirzyanov (1933-2009), artiste peintre.
- Victor Serge (1890-1947), écrivain et militant politique, y est relégué de 1933 à 1936 et y écrit des poèmes en français[4].

## Climat
Orenbourg bénéficie d'un climat continental avec une légère tendance aride. En été un certain déficit pluviométrique se fait sentir avec des températures assez élevées et des précipitations plutôt faibles. La frontière qui marque le début de la steppe kazakh se trouve en effet quelques dizaines de km au sud de la ville. La neige recouvre le sol en moyenne 134 jours par an. La hauteur de neige atteint 26 cm en février (hauteur maximale de 136 cm).
- Température record la plus froide : −43,2 °C (janvier 1969)
- Température record la plus chaude : 43,2 °C (juillet 1998)
- Nombre moyen de jours avec  de la neige dans l'année : 89
- Nombre moyen de jours de pluie dans l'année : 92
- Nombre moyen de jours avec de l'orage dans l'année : 23
- Nombre moyen de jours avec du blizzard dans l'année : 26

| Mois                              | jan. | fév.  | mars  | avril | mai  | juin | jui. | août | sep. | oct. | nov. | déc. | année |
| --------------------------------- | ---- | ----- | ----- | ----- | ---- | ---- | ---- | ---- | ---- | ---- | ---- | ---- | ----- |
| Température minimale moyenne (°C) | −17  | −17,2 | −10,5 | 1,8   | 8,4  | 13,5 | 15,3 | 13   | 7,6  | 1,1  | −6,8 | −13  | −0,3  |
| Température moyenne (°C)          | −13  | −12,7 | −6,1  | 7     | 15,3 | 20,5 | 22,1 | 19,8 | 13,6 | 5,2  | −3,7 | −9,3 | 4,9   |
| Température maximale moyenne (°C) | −8,8 | −8,3  | −1,6  | 13,2  | 21,9 | 26,9 | 28,5 | 26,7 | 20,5 | 10,5 | 0    | −5,7 | 10,3  |
| Précipitations (mm)               | 28   | 20    | 20    | 25    | 27   | 36   | 39   | 30   | 31   | 33   | 33   | 34   | 356   |